# Campodorus efferus
Campodorus efferus là một loài tò vò trong họ Ichneumonidae.